# スティール・ホイールズ
『スティール・ホイールズ』(Steel Wheels)は、1989年にリリースされた、ローリング・ストーンズのオリジナル・アルバム。イギリスで2位、アメリカで3位を記録。

## 概要
前作『ダーティ・ワーク』以来3年ぶりのスタジオ・アルバムで、1980年代に入ってから険悪な仲にあったミック・ジャガーとキース・リチャーズの関係が修復され、8年ぶりに敢行されたワールドツアーと共に、ストーンズの復活を印象付けた作品である。本作は、イアン・スチュワートが参加しない（1985年逝去）最初のアルバムであると共に、ビル・ワイマンが参加した最後のアルバムでもある（正式な脱退は1993年）。プロデューサーには、'70年代後半よりバンドの作品に携わってきたクリス・キムゼイが迎えられたが、本作は往年のストーンズの復権ではなく、'90年代型の新たなストーンズの姿を提示したものになった。ストーンズのオリジナルアルバムでは、前々作『アンダーカヴァー』より、LPと並行してCDもリリースされてきたが、本作以降収録時間や曲数が増えたことから、本作は初めてメインフォーマットをCDにした前提で制作されたアルバムと言える。また、通常ケース入りのCDに加え、メタルケース入りのCDや、数多くのシングルCD、リミックスCDがリリースされるなど、様々な形態で発売されるようになったのも本作からである。本作は、2022年現在までバンドのサポートメンバーを務めているバーナード・ファウラーと、2015年までサポートメンバーだったリサ・フィッシャーが初参加したアルバムでもある。なお、フィッシャーが参加したストーンズのオリジナルアルバムは、意外にも本作のみである。また、ジャガーの実弟であるクリス・ジャガーが、「ブラインデッド・バイ・ラヴ」と「オールモスト・ヒア・ユー・サイ」の2曲で、歌詞編集者としてクレジットされている。
本作からは「ミックスト・エモーションズ」、「ロック・アンド・ア・ハード・プレイス」、「オールモスト・ヒア・ユー・サイ」、「テリファイング」がシングルカットされ、特に「ミックスト・エモーションズ」はアメリカのBillboard Hot 100では5位、同Mainstream Rockでは1位を記録するヒットとなった。また「ロック・アンド・ア・ハード・プレイス」は、1990年に大塚製薬「ポカリスエット」のCMソングに使用された。なおポカリスエットを販売する大塚製薬は、後述するストーンズの初来日ツアーのスポンサーでもあった。

## 経緯
1986年3月にリリースされた『ダーティ・ワーク』に伴うツアーを、ジャガーがチャーリー・ワッツの薬物依存症による不調を理由に断ったことにより、かねてから表面化していたジャガーとリチャーズとの亀裂はさらに深まることになった。以降、ストーンズは解散状態となり、メンバーは各々の活動に移った。ジャガーは直ちに自身2作目のソロアルバム制作に着手し、1987年に『プリミティヴ・クール』を発表、さらにソロでのツアーを行い、このツアーでストーンズでもなしえていなかった日本公演を実現させている。チャーリー・ワッツは、1986年にロケット88やジャック・ブルースを含む28人編成のジャズ・オーケストラ・バンドを結成、“ザ・チャーリー・ワッツ・オーケストラ”名義で、初のソロ作『ライヴ・アット・フルハム・タウン・ホール』を発表。ロン・ウッドは師でもあるボー・ディドリーと共にツアーを行い、1988年にディドリーと連名で『ライヴ・アット・リッツ』をリリースしている。リチャーズもまた、1986年にはアレサ・フランクリンの、バンドの代表作「ジャンピン・ジャック・フラッシュ」のカバーをプロデュースし、さらにチャック・ベリーのドキュメンタリー映画『ヘイル!ヘイル!ロックンロール』で音楽監督を務めるなど、ソロ活動に着手した。そして1987年、自身がリーダーとなるバンド、“エクスペンシヴ・ワイノーズ”を結成。1988年にソロ第1作目となるアルバム『トーク・イズ・チープ』をリリースし、さらにワイノーズとしてアメリカ・ツアーも行った。
この間にもジャガーとリチャーズは、マスコミを通じて互いに罵倒し合い、ストーンズ解散説は引きも切らなかったが、1988年になると水面下で再始動への動きが少しずつ見られるようになる。同年5月、メンバーは実に2年ぶりに集まり、ロンドンでバンドの将来について会議を行った。この時の会議でメンバーは、来年には新アルバムとツアーを行うことを約束したが、先行きは不透明であった。8月にも、ジャガーとリチャーズがニューヨークのオフィスで対話をしている。リチャーズのソロツアーが終わった1989年1月、ストーンズのロックの殿堂入りが決まったことを受け、ジャガーとリチャーズは再び話し合いの必要に迫られた。バルバドスで落ち合った二人は、最初こそ怒鳴り合いになったものの、最終的にこれまでの対立を水に流し、ストーンズを再始動することで合意した。1月18日、ストーンズのロックの殿堂の授賞式を終えると、ジャガーとリチャーズはバルバドスに戻り、楽曲とデモテープ制作を始める。かつての呼吸を取り戻した二人の制作ペースは速く、実に35曲以上もの新曲が出来上がったという。2月からはワッツが、3月からはワイマンとウッドも加わり、3月22日まで続けられた。
3月29日より、カリブ海の英領モントセラトのエア・スタジオで、本格的なレコーディングに入る（5月5日まで）。5月15日より、ロンドンのオリンピック・スタジオでミキシングを行う。6月16日から17日にはモロッコのタンジールに飛び（ワイマン、ワッツを除く）、現地のミュージシャンたちと共に「コンチネンタル・ドリフト」の録音を行う。6月29日までに全ての作業が完了した。7月11日、本作の発表記者会見がニューヨークのグランド・セントラル駅で行われ、同時に大規模なワールド・ツアーの開催が発表された。

## 評価
『スティール・ホイールズ』は、イギリスで2位を記録。アメリカのBillboard 200では3位、キャッシュボックスでは1位を獲得した。オーストリア、カナダ、ノルウェーでも1位を記録している。全世界での売り上げ枚数は推定560万枚以上で、前作を大きく上回るセールスを記録した。日本では、ストーンズのオリジナルアルバムの中で、本作が最も売れたとする説もある。
ローリング・ストーン誌のアンソニー・デカーチスは、「『スティール・ホイールズ』は、ストーンズの北米ツアーを魅力的なものにする熱狂的なロックだ...ノスタルジアに浸ることなくストーンズは、その時代の、その時代のための、その時代についての重要なアルバムを作っている」と称賛した。一方でロバート・クリストガウは、前作『ダーティ・ワーク』には「A」を与えたのに対し、本作には「B-」と評価を下げている。オール・ミュージック・ガイドのスティーブン・トーマス・アーレワインは、「彼らはファンがストーンズのアルバムに何を求めるかを正確に判断し、彼らが求めるものを提供しているように感じられる。12曲しかないのに少し長く感じるのは、意外性のなさと臆面もない計算高さによるところが大きい。しかしサウンドはいい。ストーンズの素晴らしいアルバムにはならないが、悪くはないし、カムバックしたように感じられる―結局、そうなるはずだったのだが」と評した。ジャガーは「結構あっという間にできた感じだね。いい曲がたくさんあると思うよ。最後まで飽きさせないバラエティ性があると思う」と語り、リチャーズは2018年のインタビューで「すごくいいアルバムだ」と肯定している。

## ワールド・ツアー
本作リリース後、「スティール・ホイールズ・ツアー」と題されたワールド・ツアーが、1989年8月12日にコネチカット州のトーズ・プレイスという小クラブでのウォームアップ・ギグ後、ペンシルベニア州フィラデルフィアのベテランズ・スタジアム公演を皮切りに北米で60公演行われた。トラック80台分のセットと200人もの設営スタッフを伴った、これまでにない大規模なツアーで、このツアーで301万人以上を動員、9800万ドルの総利益を上げた。このツアーでは、「黒くぬれ!」や「ルビー・チューズデイ」といった、20年以上も演奏されてこなかった'60年代の曲が披露され、中でも「2000光年のかなたに」（1967年のアルバム『サタニック・マジェスティーズ』収録）が初めて披露されたことは、ファンを驚かせた。1990年2月、初来日公演が実現。「Steel Wheels Japan Tour 1990」と題され、2月14日から27日まで東京ドームで10公演行われた。このツアーだけで50万人を動員し、2000万ポンドを売り上げた。
1990年5月から行われた欧州ツアーは「アーバン・ジャングル・ツアー」と題され、同年8月25日まで45公演行われ、合計242万人以上を動員し。5000万ポンドの売り上げを記録した。このツアーではチェコスロバキア公演も含まれていたが、同国ではビロード革命により、チェコスロバキア共産党体制が崩壊してから初めてとなるロックコンサートであり、現地のメディアでは「戦車は去り、ストーンズが来た」と大々的に報道された。これらのツアーは、亡きブライアン・ジョーンズとイアン・スチュワートに捧げられている。

## 収録曲
特筆無い限りジャガー/リチャーズ作詞作曲。
1. サッド・サッド・サッド - Sad Sad Sad 3:35
2. ミックスト・エモーションズ - Mixed Emotions 4:39
3. テリファイング - Terrifying 4:53
4. ホールド・オン・トゥ・ユア・ハット - Hold on to Your Hat 3:32
5. ハーツ・フォー・セール - Hearts for Sale 4:40
6. ブラインデッド・バイ・ラヴ - Blinded by Love 4:37
7. ロック・アンド・ア・ハード・プレイス - Rock and a Hard Place 5:25
8. キャント・ビー・シーン - Can't Be Seen 4:10
9. オールモスト・ヒア・ユー・サイ - Almost Hear You Sigh (Mick Jagger/Keith Richards/Steve Jordan) 4:37
10. コンチネンタル・ドリフト - Continental Drift 5:14
11. ブレイク・ザ・スペル - Break the Spell 3:07
12. スリッピング・アウェイ - Slipping Away 4:30

## パーソナル
※アルバム記載のクレジットに準拠
ローリング・ストーンズ
- ミック・ジャガー - リード＆バッキングボーカル（#8を除く）、ギター（#1、#2、#4－7、#11）、ハーモニカ（#5、#11）シェイカー（#2、#3）、キーボード（#10）
- キース・リチャーズ - ギター（全曲）、バッキングボーカル（#2、#3、#6、#8、#9、#12）、リードボーカル（#8、#12）、効果音（#10）[注釈 3]
- ロン・ウッド - ギター（#2、#3、#5‐9、#12）、ベース（#1、#4、#11）、アコースティックベース（#10）、ドブロギター（#11）バッキングボーカル（#9）
- ビル・ワイマン - ベース（#2、#3、#5‐9、#12）
- チャーリー・ワッツ - ドラムス（全曲）

参加ミュージシャン
- チャック・リーヴェル - オルガン（#1‐3、#6、#8、#12）、ピアノ（#1、#2、#12）、キーボード（#7、#9）、エレクトリックピアノ（#8）
- マット・クリフォード - キーボード（#3、#5、#7、#9、#11）、ピアノ＆ハーモニウム（#6）、クラビネット（#8）、パーカッション・プログラミング（#10）、エレクトリックピアノ＆ストリングス編曲（#12）
- バーナード・ファウラー - バッキングボーカル（#1、#2、#5－10、#12）
- リサ・フィッシャー - バッキングボーカル（#2、#3、#7、#9、#10、#12）
- サラ・ダッシュ - バッキングボーカル（#2、#7、#9、#10、#12）
- ルイス・ジャルディン - パーカッション（#2、#6、#8、#9）
- キック・ホーンズ - ブラス（#1、#2、#7、#12）
- フィル・ビーア - マンドリン＆フィドル（#6）
- ロディ・ロリマー - トランペット（#3）
- The Master Musicians of Jajouka led by Bachir Attar Farafina - モロッコ楽器（#10）
- ソニア・モーガン、テッサ・ナイルズ - バッキングボーカル（#10）
- クリス・ジャガー - 歌詞編集（#6、#9）

スタッフ
- グリマー・ツインズ - プロデューサー
- クリス・キムゼイ - プロデューサー、ミキサー
- クリストファー・マック・ポッター - レコーディング・エンジニア、ミキサー
- ルパート・コールソン - アシスタント・エンジニア
- マイケル・ブラウアー - ミキサー
- テッド・ジェンセン - マスタリング
- ジョン・ワーウィッカー - アートワーク
- マーク・モートン - ロゴデザイン

## ヒットチャート
| チャート (1989年–1990年)                               | 最高位 |
| ------------------------------------------------------ | ------ |
| オーストラリア（ARIA Charts）                          | 7      |
| オーストリア(Austrian Albums Chart)                    | 1      |
| カナダ（RPM）                                          | 1      |
| オランダ（Dutch Albums Chart）                         | 2      |
| フランス（SNEP）                                       | 6      |
| ドイツ（GfK Entertainment charts）                     | 2      |
| 日本（オリコン）                                       | 5      |
| ニュージーランド（ニュージーランド・レコード産業協会） | 3      |
| ノルウェー（ヴェーゲー・リスタ）                       | 1      |
| スペイン（プロムシカエ）                               | 6      |
| スウェーデン（スヴァリイェトプリストン）               | 2      |
| スイス（シュヴァイツァー・ヒットパラーデ）             | 2      |
| UK Albums Chart                                        | 2      |
| US Billboard 200                                       | 3      |
| US キャッシュボックス Top 200 Albums                   | 1      |

| チャート (1989年)               | 最高位 |
| ------------------------------- | ------ |
| カナダ（Canadian Albums Chart） | 13     |
| オランダ（Dutch Albums Chart）  | 37     |
| フランス（French Albums Chart） | 36     |
| 日本                            | 89     |
| チャート (1990年)               | 最高位 |
| カナダ（Canadian Albums Chart） | 45     |
| オランダ（Dutch Albums Chart）  | 66     |
| US Billboard 200                | 50     |

## ゴールドディスク
| 国/地域                                             | 認定        | 認定/売上数 |
| --------------------------------------------------- | ----------- | ----------- |
| Australia                                           |             | 75,000      |
| オーストリア (IFPI Austria)                         | Gold        | 25,000*     |
| カナダ (Music Canada)                               | 3× Platinum | 300,000^    |
| フィンランド (Musiikkituottajat)                    | Gold        | 25,227      |
| フランス (SNEP)                                     | 2× Gold     | 271,800     |
| ドイツ (BVMI)                                       | Gold        | 250,000^    |
| 日本 (RIAJ)                                         | Gold        | 167,000     |
| オランダ (NVPI)                                     | Gold        | 50,000^     |
| スペイン (PROMUSICAE)                               | Gold        | 50,000^     |
| スウェーデン (GLF)                                  | Gold        | 50,000^     |
| スイス (IFPI Switzerland)                           | Gold        | 25,000^     |
| イギリス (BPI)                                      | Gold        | 100,000^    |
| アメリカ合衆国 (RIAA)                               | 2× Platinum | 2,000,000^  |
| * 認定のみに基づく売上数 ^ 認定のみに基づく出荷枚数 |             |             |